# Ridgeway (Missouri)
Pour les articles homonymes, voir Ridgeway (homonymie).
Ridgeway est une ville du comté de Harrison, dans le Missouri, aux États-Unis,. Située au centre du comté, elle est incorporée en 1884. La ville est initialement baptisée Yankee Ridge.

## Démographie
Lors du recensement de 2010, la ville comptait une population de 464 habitants. Elle est estimée, en 2016, à 445 habitants.

### Source de la traduction
- (en) Cet article est partiellement ou en totalité issu de l’article de Wikipédia en anglais intitulé « Ridgeway, Missouri » (voir la liste des auteurs).